# 안그리
안그리(이탈리아어: Angri)는 이탈리아 캄파니아주 살레르노도에 위치한 코무네다.